# Font Vella (Alcover)
La Font Vella és un monument del municipi d'Alcover protegit com a bé cultural d'interès local.

## Descripció
La font vella està situada a la plaça del seu nom, darrere l'absis de l'església de la Sang. La construcció consisteix en una gran cisterna de planta rectangular. Fa cantonada i és unida per dos dels seus costats als edificis contigus dels carrers per ells delimitats. Dels dos costats que es mostren a l'interior, un és totalment llis i l'altre presenta, centrada, la pica i els dos brolladors de metall, elements situats tots ells en un pla en forma de rectangle. L'acabament superior és triangular, amb un escut en el centre. El material emprat és la pedra saldonera, tallada en carreus regulars.

## Història
Aquesta és la primera font que hi hagué a Alcover. El seu origen és medieval. A l'Arxiu Històric del COAC de Tarragona es dona com data de construcció la de 1614. A la pica apareix l'any 1931, segurament de col·locació d'aquest element. L'escut de la Vila, que hi apareix esculpit en pedra, és de gran interès documental, pel fet de tractar-se d'un dels quatre únics llocs (juntament amb la casa de la V l'església nova i el portal de la Saura) en què es conserva, ja que no consta en cap altre document escrit.